# 岩木川
岩木川（日语：／ Iwaki gawa */?）是流经日本东北地方青森县西北隅的一条一级河川。古代也被称为弘前川或大川。长度为102公里，是青森县内仅次于马渊川的第二大河流。
岩木川一名来自于附近的岩木山。其读音「イワキ」与神道用语「イワクラ」均为日本山嶽信仰的一部分。

## 地理概况
岩木川发源于青森县中津轻郡西目屋村白神山地海拔987公尺的雁森岳，由岩木山南麓向东北方向流动。流经弘前市轉北方向流入津轻平野，在津轻半岛西北注入十三湖，最终在十三湖河口的五所川原市十三注入日本海。其中，岩木川下游十三湖区域也位于津輕國定公園的保护区内。

### 支流

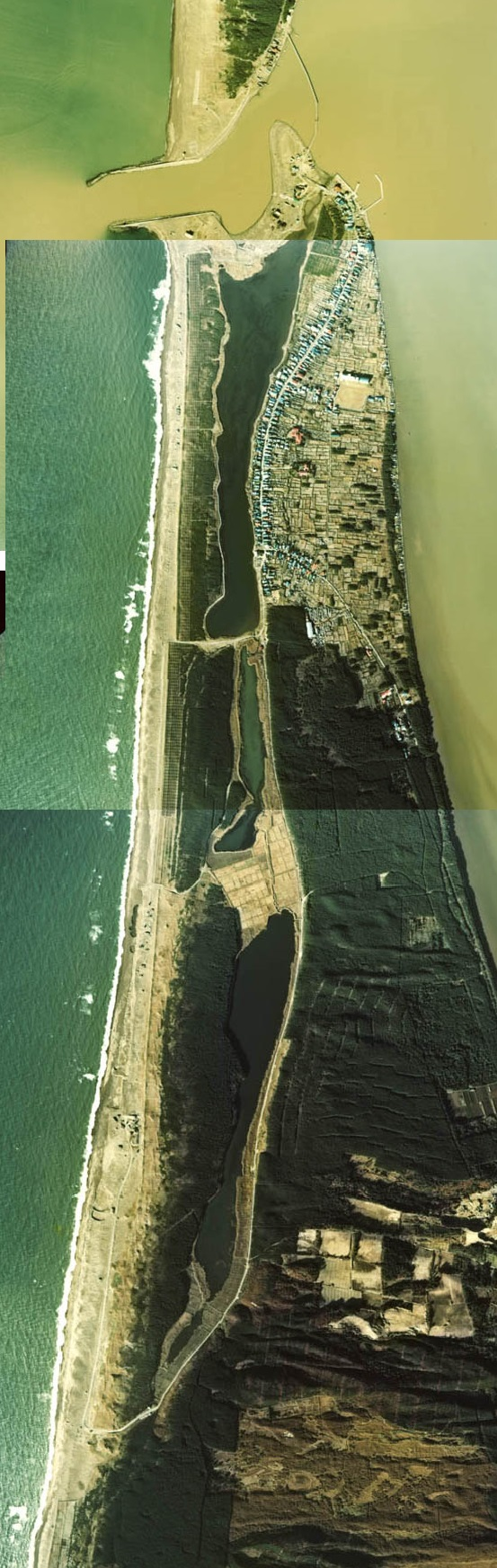
1975年由日本国土交通省拍摄的十三湊卫星地图

岩木川在上岩木橋至源头流域为上游河段，岩木川在此接纳了栩内川、相馬川、藏助泽川、大秋川、湯之泽川、大泽川、大川等支流。在十三湖到上岩木橋的中游河段，岩木川接纳了旧十川、十川、新和川、旧大蜂川、大蜂川、平川、後長根川、新土淵川等支流。狭門川、相内川、山田川、今泉川等支流在十三湖与岩木川干流交汇。

### 水力资源开发

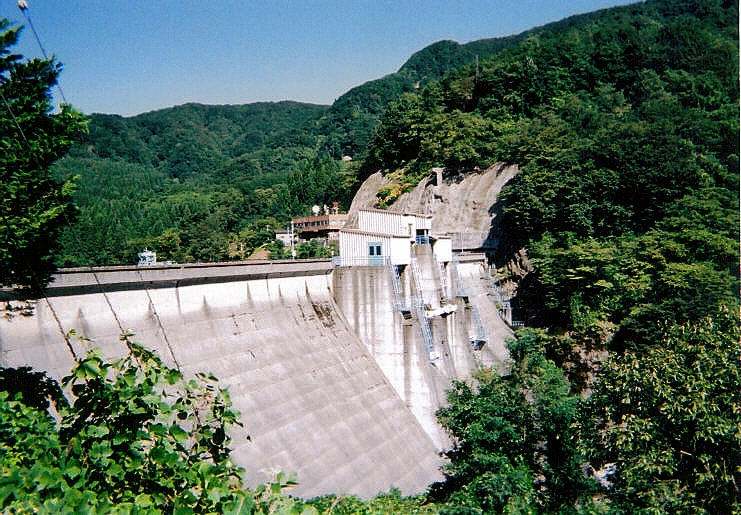
目屋水坝

岩木川水力资源丰富，干流上游建造有目屋水坝、津轻水坝等大坝，可以为津轻平野的农田提供灌溉，并为居民提供生活用水。

### 自然灾害

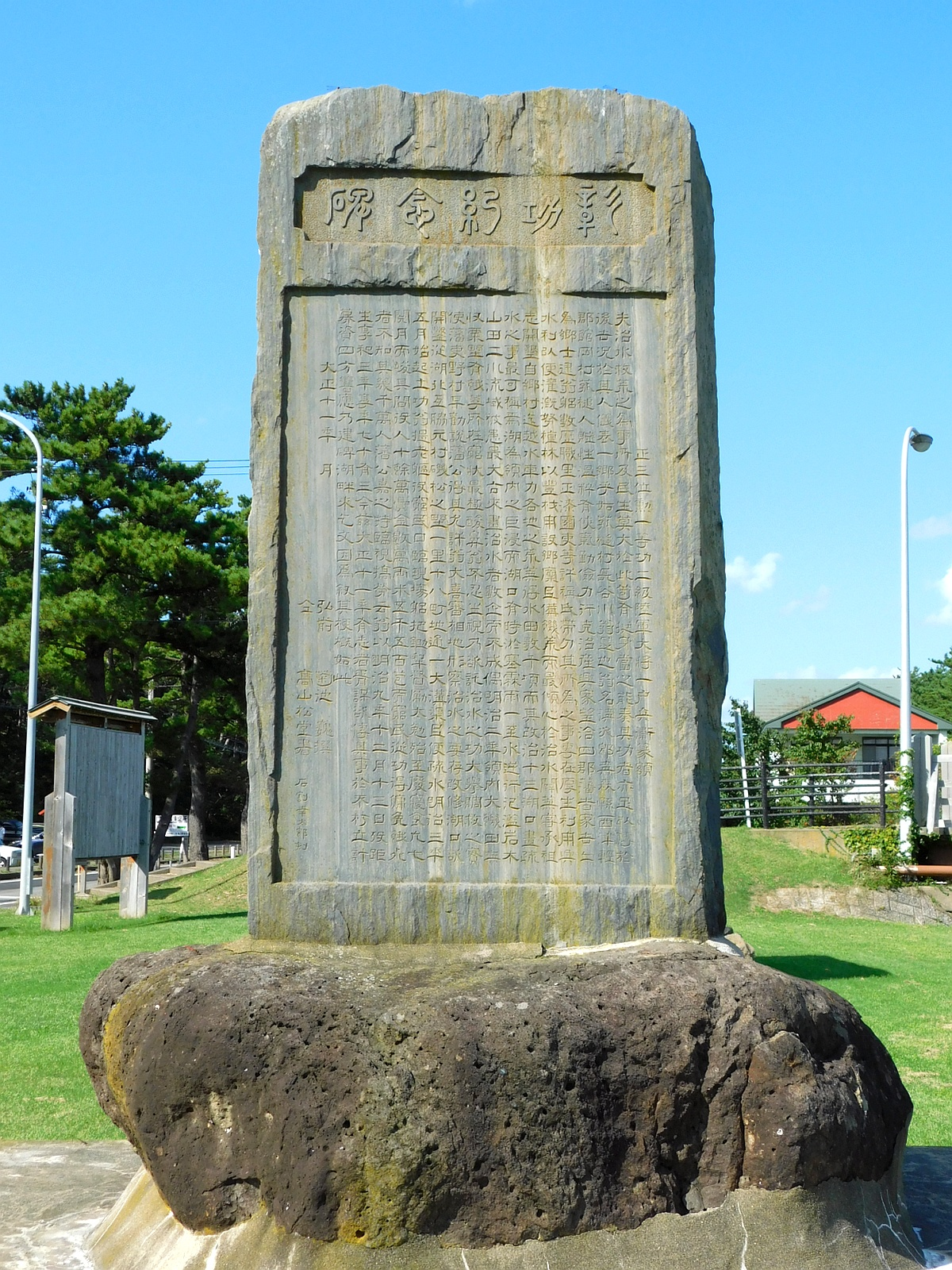
长谷川水户口显彰碑

岩木川流域在历史上曾经发生洪涝灾害，明治初年，青森县馆冈村村长長谷川清次郎曾经自己出资疏通河道，解决了当地的洪患，后世因此在五所川原市十三立长谷川水户口显彰碑纪念他的贡献。

## 人文历史

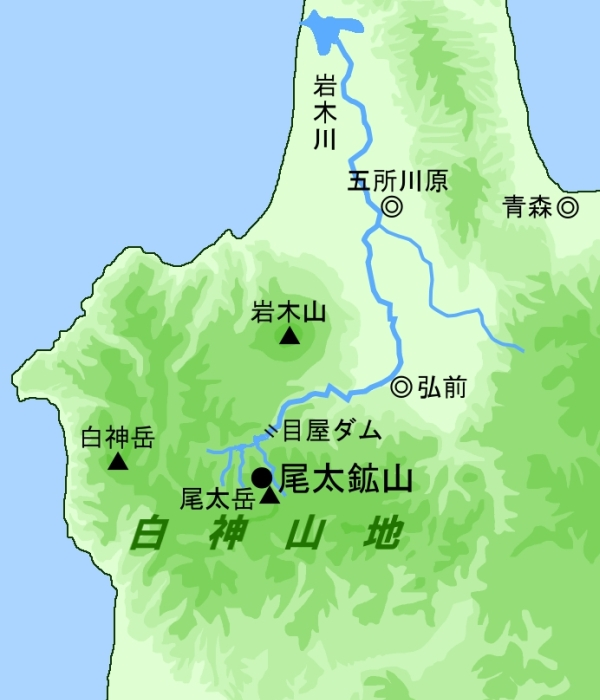
尾太礦山的位置图

镰仓时代后期，位于岩木川河口的十三湊，在安東氏的治理下，逐渐成为大和人与阿伊努人展开商品交易的重镇。而进入室町时代，十三湊也被幕府列入三津七湊，成为了当时日本重要的十大海港。其后，经过國立歷史民俗博物館、富山大学、中央大学等机构的考察发掘，证实了室町时代的十三湊亦曾与朝鲜、中国等国家有所没有往来。但是进入15世纪中叶，安東氏为根城一带的新兴武士南部氏击败，逃往北海道，失去了对十三湊的控制，其后十三湊逐渐衰落，其与阿伊努人的交易港地位逐渐被野边地湊等地取代。
岩木川上游的中津轻郡西目屋村的尾太礦山，在江户时代因为银矿、铜矿的开采而成为津轻藩領内仅次于弘前、青森的第三大聚居地。在日本高度经济成长期间，尾太矿山也因为黄铁矿、黄铜矿、闪锌矿及方铅矿的开采而发展，直到1978年因第一次石油危機的影响而停产。

## 外部連結
- 岩木川（国土交通省 青森河川国道事務所） （页面存档备份，存于）